# دراسات اسمية

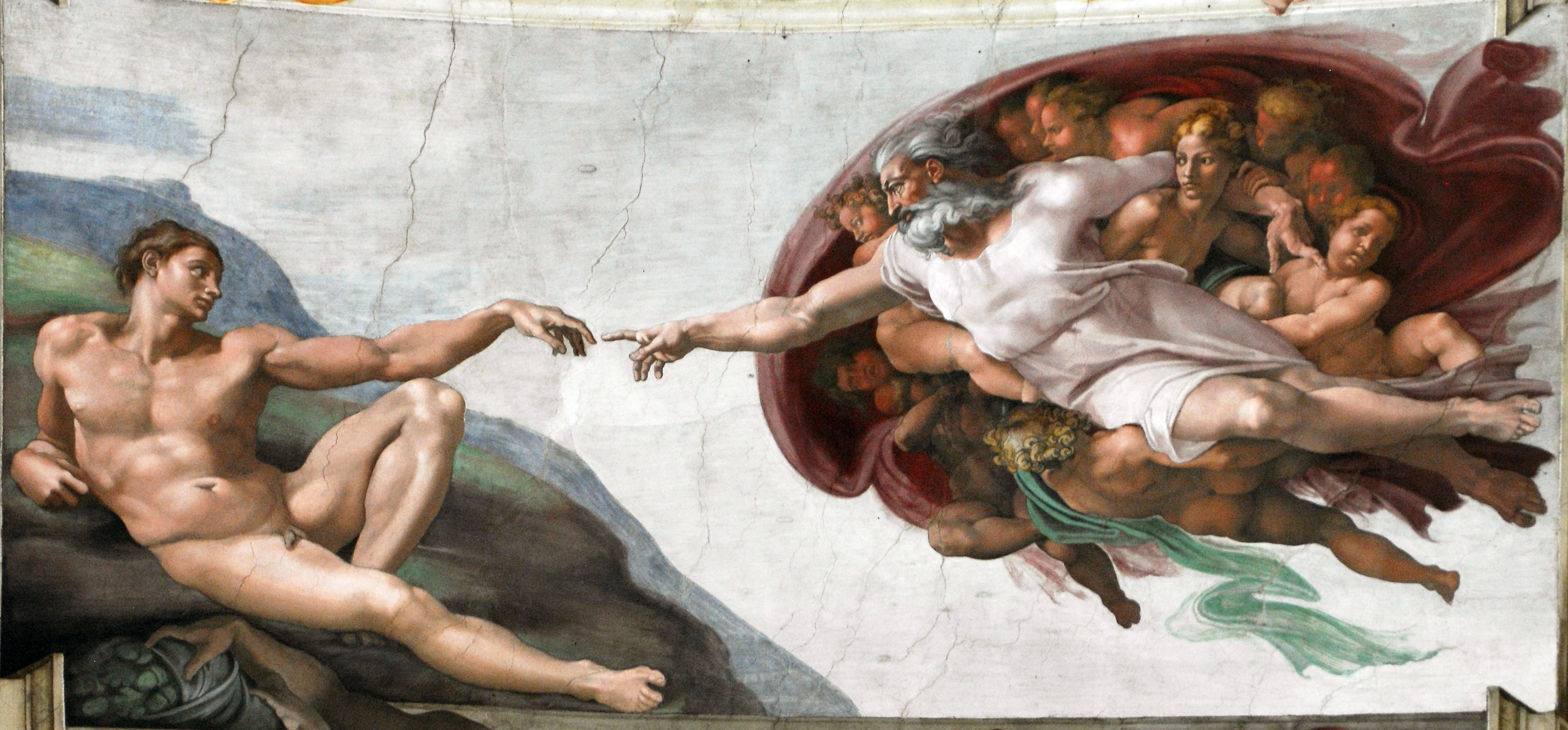

L’onomastique هي دراسة الاسم العلم وتتفرع إلى فرعين l’anthroponymie وهي دراسة أسماء البشر و La toponymie وهي دراسة أسماء الامكنة.
الأنثرويونيميا فرع معرفي يهتم بدراسة أسماء الأشخاص من زوايا نظر تختلف حسب مرجعيات الباحث ومشاربه : فالباحث الفلكي سيتناول دارسة الاسمية من منظور Numérologique، ورجل القانون من منظور حقوقي أو قانوني، والباحث في علك النفس من منظور نفسي، والباحث في الديموغرافيا من منظور إحصائي، والباحث في السوسيواوجيا من منظور سوسيولوجي...
ولعل أكتر البحوث الأنثروبونيمية حضورا على رفوف المكتبات العربية عموما والمغربية خصوصا هي تلك تتوخى المقاربتين القانونية والمعجمية L’approche juridique et L’approche étymologiqque مع غياب واضح لباقي المقاربات بما فيها المقاربات السميائية والاحصائية.